# Жовтогорлик кактусовий
Жовтогорлик кактусовий (Geothlypis nelsoni) — вид горобцеподібних птахів родини піснярових (Parulidae). Ендемік Мексики.

## Поширення
Вид поширений вздовж Східної Сьєрра-Мадре, від Коауїли та Нуево-Леона до Пуебли, у центральній та східній частині Трансмексиканської вулканічної осі, у Сьєрра-Мікстеці та в Південній Сьєрра-Мадре (штат Оахака).
Мешкає у високогірних чагарниках на висоті від 1500 до 3000 м над рівнем моря, у посушливих або напіввологих районах із помірним або сухим кліматом. Він не так тісно пов'язаний з водоймами, як решта видів Geothlypis.

## Опис
Птах завдовжки 12-13 см. Самець має характерну чорну маску. Відрізняється від інших жовтогорликів тим, що ця маска у верхній частині обмежена явною сірою смугою. Спинна частина оливково-коричнева, а черевна частина яскраво-жовта, з деякою кількістю оливкового кольору з боків.
У самиці відсутня маска. Обличчя оливкового кольору, з кільцем для очей і надбрівною смугою, обидва - блідо-жовті. Інша частина тіла схожа на самця: спинна частина оливкова, а черевна жовта. Її важко відрізнити від самиць інших видів роду.